# یواس‌اس جان دی. ادواردز (دی‌دی-۲۱۶)
یواس‌اس جان دی. ادواردز (دی‌دی-۲۱۶) (به انگلیسی: USS John D. Edwards (DD-216)) یک کشتی بود که طول آن 314 feet 4 inches (95.81 m) بود. این کشتی در سال ۱۹۱۹ ساخته شد.